# Joe Aribo
Joseph Oluwaseyi Temitope Ayodele-Aribo (Londres, Inglaterra, 21 de julio de 1996) es un futbolista inglés de origen nigeriano. Su posición es la de mediocampista y su club es el Southampton F. C. de la EFL Championship de Inglaterra.

## Trayectoria
El 27 de junio de 2019 se hizo oficial su llegada al Rangers F. C. firmando un contrato hasta 2023. En tres años disputó 149 partidos en los que logró 26 goles, consiguiendo ganar la Scottish Premiership y la Copa de Escocia, así como jugar una final de la Liga Europa de la UEFA en la que marcó.
En julio de 2022 volvió al fútbol inglés después de ser traspasado al Southampton F. C.

## Estadísticas

### Clubes
Actualizado al último partido disputado el 18 de mayo de 2025.
| Staines Town Inglaterra | 5.ª           | 2014-15       | 22  | 0  | ―  | ― | ―  | ― | 22  | 0  | 0    |
| Staines Town Inglaterra | Total club    | Total club    | 22  | 0  | 0  | 0 | 0  | 0 | 22  | 0  | 0    |
| Charlton Athletic F. C. Inglaterra | 3.ª           | 2016-17       | 19  | 0  | 3  | 0 | ―  | ― | 22  | 0  | 0    |
| Charlton Athletic F. C. Inglaterra | 3.ª           | 2017-18       | 28  | 5  | 8  | 1 | ―  | ― | 36  | 6  | 0.17 |
| Charlton Athletic F. C. Inglaterra | 3.ª           | 2018-19       | 39  | 10 | 0  | 0 | ―  | ― | 39  | 10 | 0.26 |
| Charlton Athletic F. C. Inglaterra | Total club    | Total club    | 86  | 15 | 11 | 1 | 0  | 0 | 97  | 16 | 0.16 |
| Rangers F. C. Escocia | 1.ª           | 2019-20       | 27  | 3  | 7  | 2 | 15 | 4 | 49  | 9  | 0.18 |
| Rangers F. C. Escocia | 1.ª           | 2020-21       | 31  | 7  | 3  | 0 | 9  | 1 | 43  | 8  | 0.19 |
| Rangers F. C. Escocia | 1.ª           | 2021-22       | 34  | 8  | 5  | 0 | 18 | 1 | 57  | 9  | 0.16 |
| Rangers F. C. Escocia | Total club    | Total club    | 92  | 18 | 15 | 2 | 42 | 6 | 149 | 26 | 0.17 |
| Southampton F. C. Inglaterra | 1.ª           | 2022-23       | 21  | 2  | 6  | 0 | ―  | ― | 27  | 2  | 0.07 |
| Southampton F. C. Inglaterra | 2.ª           | 2023-24       | 38  | 4  | 2  | 0 | ―  | ― | 40  | 4  | 0.1  |
| Southampton F. C. Inglaterra | 1.ª           | 2024-25       | 32  | 3  | 5  | 0 | ―  | ― | 37  | 3  | 0.08 |
| Southampton F. C. Inglaterra | Total club    | Total club    | 91  | 9  | 13 | 0 | 0  | 0 | 104 | 9  | 0.09 |
| Total carrera | Total carrera | Total carrera | 291 | 42 | 39 | 3 | 42 | 6 | 372 | 51 | 0.14 |
| (1) Incluye datos de EFL Trophy, FA Cup, Copa de la Liga (Inglaterra) Copa de la Liga de Escocia y Copa de Escocia. (2) Incluye datos de Liga Europa de la UEFA y Liga de Campeones de la UEFA. (3) No incluye goles en partidos amistosos. |               |               |     |    |    |   |    |   |     |    |      |

### Selección de Nigeria
Actualizado al último partido jugado el 9 de junio de 2022.
| Selección        | Año   | Eliminatorias | Eliminatorias | Eliminatorias | Continental | Continental | Continental | Mundial | Mundial | Mundial | Amistosos | Amistosos | Amistosos | Total | Total | Total  | Media goleadora |
| Selección        | Año   | Part.         | Goles         | Asist.        | Part.       | Goles       | Asist.      | Part.   | Goles   | Asist.  | Part.     | Goles     | Asist.    | Part. | Goles | Asist. | Media goleadora |
| ---------------- | ----- | ------------- | ------------- | ------------- | ----------- | ----------- | ----------- | ------- | ------- | ------- | --------- | --------- | --------- | ----- | ----- | ------ | --------------- |
| Absoluta Nigeria |       |               |               |               |             |             |             |         |         |         |           |           |           |       |       |        |                 |
| 2019             | 2     | 0             | 0             | —             | —           | —           | —           | —       | —       | 2       | 2         | 0         | 4         | 2     | 0     | 0,50   |                 |
| 2020             | —     | —             | —             | 2             | 0           | 0           | —           | —       | —       | —       | —         | —         | 2         | 0     | 0     | 0      |                 |
| 2021             | 5     | 0             | 0             | 1             | 0           | 0           | —           | —       | —       | —       | —         | —         | 6         | 0     | 0     | 0      |                 |
| 2022             | 2     | 0             | 0             | 4             | 0           | 1           | —           | —       | —       | 2       | 0         | 0         | 8         | 0     | 1     | 0      |                 |
| Total            | 9     | 0             | 0             | 7             | 0           | 1           | 0           | 0       | 0       | 4       | 2         | 0         | 20        | 2     | 1     | 0,10   |                 |
| Total            | Total | 9             | 0             | 0             | 7           | 0           | 1           | 0       | 0       | 0       | 4         | 2         | 0         | 20    | 2     | 1      | 0,10            |
| 1. 2.            |       |               |               |               |             |             |             |         |         |         |           |           |           |       |       |        |                 |

## Palmarés

### Títulos nacionales
| Título               | Club          | País    | Año     |
| -------------------- | ------------- | ------- | ------- |
| Scottish Premiership | Rangers F. C. | Escocia | 2020-21 |
| Copa de Escocia      | Rangers F. C. | Escocia | 2021-22 |